# António Tomás da Silva Leitão e Castro
António Tomás da Silva Leitão e Castro (Lisboa, 10 de janeiro de 1848 - Lamego, 3 de dezembro de 1901) foi um prelado português da Igreja Católica, bispo-prelado de Moçambique, bispo de Angola e Congo e de Lamego.

## Biografia
Nascido em Lisboa, cedo sua família mudou-se para Goa. Em 1864, entrou no Seminário de Rachol, recebendo a tonsura e as ordens menores em 1866. Retornou a Portugal, onde foi ordenado padre em 25 de maio de 1872.
Em 22 de maio de 1877, por meio de uma portaria régia, regressa a Goa como missionário do Padroado, sendo nomeado pelo arcebispo Dom Aires de Ornelas e Vasconcelos como vigário-geral e visitador da Diocese de Bombaim e da região de Gates. Depois assumiu tais encargos na Diocese de São Tomé de Meliapor. Nessas regiões, acabou ficando com a saúde abalada. Por conta disso, em 1881 retornou a Portugal para se tratar. Neste mesmo ano, foi agraciado com a Ordem de Cristo.
Por decreto de 30 de janeiro de 1883, foi apresentado como bispo-prelado de Moçambique, sendo confirmado pelo Papa Leão XIII em 8 de maio como bispo-titular de Lycopolis e consagrado em 8 de dezembro do mesmo ano na Igreja do Santíssimo Sacramento de Lisboa por Dom Vincenzo Vannutelli, núncio apostólico em Portugal, coadjuvado por Dom José Dias Correia de Carvalho, bispo de Viseu e por Dom José Maria da Silva Ferrão de Carvalho Martens, bispo de Portalegre. Tomou posse da Diocese por procuração a Joaquim Maria Quintão, mas não chegou a dar entrada na Sé.
Ainda em Portugal, em 6 de março de 1884 foi nomeado bispo de Angola e Congo, sendo seu nome confirmado por Leão XIII em 27 de março. Antes de seguir para a Sé, foi nomeado como superior interino do Colégio das Missões de Cernache do Bonjardim, cargo que exerceu até 20 de maio de 1885.
Seguiu para Luanda onde fez sua entrada solene em 28 de agosto desse mesmo ano. Ali, realizou diversas visitas pastorais ao Congo e Huíla, além de cuidar de aspectos administrativos e pastorais. Contudo, em 1 de julho de 1891, foi nomeado como bispo-coadjutor de Lamego, recebendo o título de Echinus, cessando sua administração em Angola em 14 de agosto e partindo para Portugal em 18 de setembro, não sem antes deixar uma carta pastoral de 13 de julho.
Sucedeu como bispo de Lamego em 19 de novembro de 1895. Com a saúde fraca pelos anos de Índia e África, teve uma prelazia mais passiva, sem realizar viagens pela diocese.
Faleceu em Lamego, em 3 de dezembro de 1901.

## Obras
- Sermão gratulatório pela milagrosa restauração de Portugal em 1640 (1882)
- Os livros indianos e o Martyrio de S. Thomé: carta a proposito da "India Christan" do reverendo Frei Pedro Gual dirigida ao Exmo. e Revmo. Monsenhor Pinto de Campos (1882)
- Relatorio e proposta que apresentou á Commissão das Missões Ultramarinas o vogal António Tomás da Silva Leitão e Castro (1883)
- Ciência sem Deus (tradutor, 1883)
- Regras para mais facil intelligencia do difficil idioma do Congo, reduzidas á forma de grammatica por Fr. Jacintho Brusciotto e traduzidas do Latim pelo Bispo Antonio Thomaz da Silva Leitão e Castro. Seguidas do diccionario abreviado da lingua congueza, etc. (1886)
- Pro patria. Diocese de Angola e Congo (1889)
- A escravatura na Europa e na África: a proposito da Conferencia de Bruxellas (1892)